# 哈康·切瓦利埃
哈康·莫里斯·切瓦利埃（Haakon Maurice Chevalier ，1901年9月10日—1985年7月4日）是一位美国作家、翻译家，他還是加利福尼亞大學柏克萊分校的法语文学教授。他是物理学家罗伯特·奥本海默的好友。1937年，兩人在伯克利相识。
哈康·切瓦利埃被懷疑与苏联情报人員有所牽連，而哈康·切瓦利埃又是奥本海默的好友。1954年，美国原子能委员会召開奧本海默安全聽證會時，這些關係被認為可能會威脅到國家安全，最終奥本海默的安全许可被撤销。

## 早期生活
哈康·切瓦利埃生于新泽西州的莱克伍德，他的父母具有挪威和法国血统。